# Meizu M3S
Meizu M3S — це смартфон, розроблений і випущений китайським виробником Meizu, який працює на ОС Flyme, модифікованій операційній системі Android. Це поточна модель серії M. Він був презентований 13 червня 2016 року в Пекіні.

## Історія
25 травня 2016 року було повідомлено, що новий телефон Meizu був сертифікований китайським органом телекомунікацій TENAA, китайським еквівалентом американської Федеральної комісії з питань зв'язку. Згідно з інформацією про сертифікацію, новий смартфон буде мати 5-дюймовий дисплей із роздільною здатністю 720 на 1280 пікселів.
На початку червня 2016 року з'явилися заяви у китайських медіа, що майбутній пристрій назвуть Meizu M3S. Також було оголошено про запуск нового телефону 13 червня 2016 року. 

### Випуск
Як повідомлялося, M3S вийшов у Пекіні 13 червня 2016 року. 
Попередні замовлення на M3S почалися після запуску 13 червня 2016 року.

## Особливості

### Flyme
Meizu M3S був випущений з оновленою версією Flyme OS, модифікованої операційної системи на базі Android Lollipop.  Він відрізняється альтернативним, плоским дизайном і поліпшеним користуванням однією рукою.

### Обладнання та дизайн
Meizu M3S оснащений системою MediaTek MTK 6750 на базі чипу з масивом з восьми ядер процесорів ARM Cortex-A53, ARM Mali-T860 MP2 GPU і 2 ГБ або 3 ГБ оперативної пам'яті. M3S набирає 38451 балів у тесті AnTuTu. 
M3S доступний у чотирьох різних кольорах (сірий, срібло, золото шампанського і рожеве золото) і поставляється з 2 ГБ оперативної пам'яті і 16 Гб внутрішньої пам'яті або 3 ГБ оперативної пам'яті і 32 ГБ внутрішньої пам'яті.
Meizu M3S має повністю металевий корпус, який вимірює 141,9 мм (5,59 дюйм)     x 69,9 мм (2,75 дюйм)     х 8,3 мм (0,33 дюйм) і важить 138 г (4,9 унція). Він має прямокутну форму із закругленими кутами і має лише одну центральну фізичну кнопку на передній панелі. На відміну від більшості інших смартфонів Android, M3S не має ємнісних кнопок або кнопок на екрані. Функціональність цих клавіш реалізована за допомогою технології mBack, яка використовує жести з фізичною кнопкою. M3S додатково розширює цю кнопку сенсором відбитків пальців під назвою mTouch.
M3S має повністю ламінований 5-дюймовий IPS мультитач сенсорний дисплей із роздільною здатністю HD 720 на 1080 пікселів. Щільність пікселів дисплея становить 293 ppi.
На додаток до сенсорного входу і передньої клавіші, пристрій має кнопки регулювання гучності / масштабування, а також кнопку живлення / блокування на правій стороні, 3,5 мм аудіороз'єм TRS на верхній панелі і порт microUSB (тип Micro-B) знизу для зарядки та підключення.
Meizu M3S має дві камери. Задня камера має роздільну здатність 13 МП, діафрагму 2.2 / 2,2, 5-елементну лінзу, автофокус для виявлення фаз і світлодіодний спалах. Передня камера має роздільну здатність 5 МП, діафрагму 2.0 / 2.0 і 4-елементну лінзу.